# Куяганська сільська рада
Куяга́нська сільська рада (рос. Куяганский сельский совет) — сільське поселення у складі Алтайського району Алтайського краю Росії.
Адміністративний центр — село Куяган.

## Населення
Населення — 881 особа (2019; 907 в 2010, 1235 у 2002).

## Склад
До складу сільської ради входять:
| Населений пункт  | Населення, осіб (2002) | Населення, осіб (2010) |
| ---------------- | ---------------------- | ---------------------- |
| Булатово, село   | 80                     | 48                     |
| Казанка, селище  | 32                     | 13                     |
| Куяган, село     | 1037                   | 799                    |
| Нікольське, село | 86                     | 47                     |